# Teoria della complessità
In fisica moderna la teoria della complessità o teoria dei sistemi complessi o scienza dei sistemi complessi è una branca della scienza moderna che studia i cosiddetti sistemi complessi, venuta affermandosi negli ultimi decenni sotto la spinta dell'informatizzazione (uso di supercomputer) e grazie alla crescente inclinazione, nell'indagine scientifica, a rinunciare alle assunzioni di linearità nei sistemi dinamici per indagarne più a fondo il comportamento reale.

## Storia
Il concetto di complessità affonda le sue radici in lavori come quelli, di fine Ottocento, del fisico-matematico Henri Poincaré e in quelli, della prima metà del Novecento, di matematici e fisici come Hadamard, Lyapunov, Schrödinger, Kolmogorov, Andronov. Uno dei problemi tipici, in senso complesso ovvero a molte componenti, è il noto problema dei tre corpi in ambito astronomico (superando per complessità il vecchio problema dei due corpi) il quale non ammette una soluzione analitica ovvero una soluzione deterministica, mostrando invece una transizione al caos.
Impulsi decisivi al pensiero complesso furono impressi dal polimata russo Alexander Bogdanov (1873-1928), poi dai cibernetici (in particolare, Wiener e von Foerster) e dal matematico-ingegnere Warren Weaver (soprattutto con il saggio “Science and Complexity”, American Scientist, 36:536, 1948).
A questi contributi si affiancava, decisivo, l'avvento dei computer. Il loro impiego porterà, fra l'altro, Edward Lorenz a scoprire il famoso “effetto farfalla”, ossia la prima dimostrazione sperimentale di variazioni finite di un sistema dinamico a partire da variazioni infinitesime delle condizioni iniziali (era stata questa la scoperta di Poincaré).
Intanto, tra gli anni cinquanta e gli anni sessanta del Novecento, sotto l'impulso di P.W. Anderson la fisica si affrancava definitivamente dal riduzionismo; Ilya Prigogine indagava per la prima volta risolutamente i sistemi lontani dall'equilibrio; nasceva la sistemistica transdisciplinare per opera di Bertalanffy, Bánáthy, Zwicky e altri; Kolmogorov e Solomonoff ideavano la complessità algoritmica; ed Edgar Morin maturava la sua grandiosa razionalizzazione del pensiero complesso.

### Etimologia
"Complesso" scende dal verbo latino complector, che vuol dire cingere, tenere avvinto strettamente, e, in senso metaforico, abbracciare, comprendere, unire tutto in sé, riunire sotto un solo pensiero e una sola denominazione. Altri significati che appaiono nei classici latini sono quelli di legame, nesso, concatenazione.
Dal XVII secolo in poi, una situazione, un problema, un sistema è "complesso" se consta di molte parti interrelate, che influiscono una sull'altra. Un problema complicato (da complico, piegare, arrotolare, avvolgere), invece, è uno che si fatica a risolvere perché contiene un gran numero di parti nascoste, che vanno scoperte una a una..

## Descrizione

### Terminologia
Il termine è anche utilizzato da alcuni come sinonimo di epistemologia della complessità, una branca della filosofia della scienza inaugurata nei primi anni settanta da Edgar Morin, Isabelle Stengers e Ilya Prigogine e dalla quale è possibile aspettarsi un giorno un contributo per mettere ordine nella terminologia.
Si parla di complessità o teoria della complessità pensando alla teoria del caos, al comportamento emergente molto ricco di significati e di utilizzi nel linguaggio colloquiale di molti sistemi, alla complessità delle reti, al comportamento che i sistemi esibiscono quando sono lontani dall'equilibrio termodinamico e alle facoltà di auto-organizzazione che a volte ne derivano.
Questo movimento scientifico sta avendo conseguenze tecnologiche e filosofiche e - grazie alla suggestione di taluni aspetti - giornalistiche e di costume. L'uso del termine complessità è, per queste ragioni, ancora (2011) instabile. Nella letteratura divulgativa se ne rinvengono anche utilizzi spurii che si allontanano dal contesto scientifico per avventurarsi in ambiti colloquiali (tipicamente facendo astrazione dal concetto, cruciale, di non-linearità): ecco che, ad esempio, si parla a volte di complessità come sinonimo di sistemistica tout-court, oppure di cibernetica oppure di mera interdisciplinarità, oppure ancora di "pensiero complesso" senza riferimenti specifici.
Esiste poi una teoria della complessità computazionale, che è un filone scientifico più stabile e meglio definito, evolutosi separatamente da quello afferente al concetto di sistema non-lineare, ma alla fine sottilmente collegato a questo.
Infine, anche in ambito scientifico si riscontrano diversi impieghi del termine complessità diversi, irrilevanti rispetto alla presente discussione. Per tutti, un esempio autorevole: i numeri complessi.

### Teorie della complessità
L'instabilità del termine complessità fa sì che si parli di “teoria” della complessità in molteplici domini anche disgiunti, e "una" teoria della complessità in effetti non esiste. Il dominio che più di ogni altro ha il potenziale di condurre a una teoria unificante è lo studio dei sistemi dinamici non lineari.
In questo ambito, l'entropia “di Kolmogorov” è una prerogativa del moto nello spazio delle fasi e viene collegata a un concetto analogo a quello che si ritrova in termodinamica. Attraverso questo concetto la complessità dei sistemi dinamici può collegarsi anche alla complessità computazionale.

### Linearità
Di centrale importanza in questo contesto è il concetto di linearità, che non va confuso con l'omonimo concetto colloquiale, ma va inteso nel senso della teoria dei sistemi.
In generale un problema è lineare se lo si può scomporre in un insieme di sotto-problemi indipendenti tra loro. Quando, invece, i vari componenti/aspetti di un problema interagiscono gli uni con gli altri così da renderne impossibile la separazione per risolvere il problema passo-passo e “a blocchi”, allora si parla di non-linearità.
Più specificatamente in ambito sistemistico un sistema è lineare se risponde in modo direttamente proporzionale alle sollecitazioni ricevute. Si dice allora che per quel sistema vale il principio di sovrapposizione degli effetti, nel senso che se alla sollecitazione S1 il sistema dà la risposta R1 e alla sollecitazione S2 dà la risposta R2, allora alla sollecitazione (S1+S2) esso risponderà con (R1+R2).
I sistemi e i problemi che si presentano in natura sono essenzialmente non-lineari. Tuttavia, per semplificare inizialmente le indagini o per scopi applicativi, si ricorre spesso in prima istanza all'ipotesi di linearità. Si considerano, cioè, in prima approssimazione trascurabili gli effetti della non-linearità e si approntano modelli matematici che descrivono il sistema come se fosse lineare (linearizzazione).
Un modello matematico lineare consiste nella rappresentazione del sistema in esame come una funzione polinomiale, i coefficienti della quale sono indipendenti l'uno dall'altro (o così debolmente dipendenti da poter trascurare le mutue interazioni).
Questo approccio si rivela fecondo in moltissimi casi. Per fare un esempio: nessun amplificatore audio è intrinsecamente lineare ma, entro certi limiti di frequenza, esso si comporterà in modo lineare, rivelandosi così utilizzabile per l’hi-fi.
I modelli lineari sono utili perché in ipotesi di linearità molti sistemi presenti in natura “si somigliano”, nel senso che il loro comportamento può essere descritto mediante le medesime equazioni anche se i contesti sono molto diversi, come la meccanica, l'elettronica, la chimica, la biologia, l'economia e così via.
Enormi progressi scientifici e tecnologici sono stati ottenuti anche prima che l'avvento degli elaboratori elettronici (1940-1950) consentisse di addentrarsi risolutamente nei territori della non-linearità.

### Non-linearità

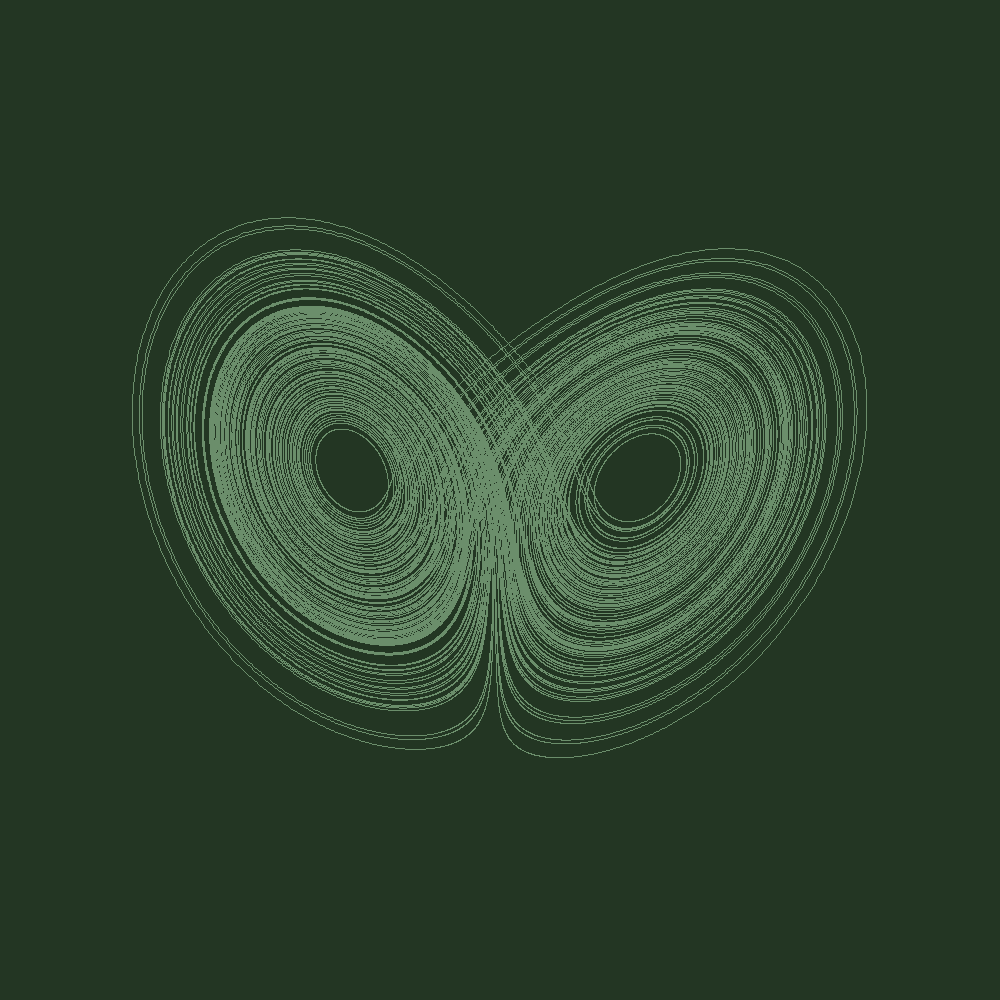
Immagine al calcolatore del più noto degli attrattori strani, l'attrattore di Lorenz

Si immagini di condurre uno studio di una popolazione di animali per modellare con un'equazione l'andamento nel tempo della popolazione in funzione della disponibilità di cibo. Se esistono predatori per quel tipo di animale, il modello lineare si rivela semplicistico e inadeguato: infatti, la popolazione degli animali predati diventa anche una funzione della popolazione dei predatori; ma, a sua volta, l'espansione o la contrazione della popolazione dei predatori dipenderà anche dalla presenza di prede. Il sistema prede – predatori – cibo, dunque, è intrinsecamente non lineare perché nessuno dei suoi componenti può essere studiato separatamente dagli altri. Le equazioni di Lotka-Volterra costituiscono un esempio di modello non-lineare di una situazione ambientale simile.
Tali modelli, e modelli di complessità anche molto maggiore, sono oggi diffusi in elettronica, in avionica, in chimica, in biologia, in ecologia, in economia e in altri settori. Essi sono il risultato della modellizzazione che effettuiamo quando smettiamo di "fingere" che i sistemi siano lineari e li studiamo invece nella loro complessità.
La solubilità delle equazioni matematiche che ne derivano non è quasi mai possibile, solo l'utilizzo di simulazioni numeriche all'elaboratore consente di trattare i relativi problemi. Per questa ragione, l'indagine dei sistemi dinamici complessi – che pure erano noti e marginalmente studiati già dai primi dell'Ottocento – si è sviluppata a partire dall'avvento dei computer. Per fare un esempio noto, le figure "a farfalla" del celebre attrattore di Lorenz sono simulazioni di computer grafica.

### Sistema complesso
Un sistema complesso è un sistema composto da diverse componenti o sottosistemi che possono interagire tra loro (ad es. tramite retroazioni). I sistemi complessi vengono studiati tipicamente attraverso metodologie di indagine di tipo "olistico" anziché "riduzionistiche" ovvero come computazione "in toto" dei comportamenti dei singoli sottosistemi assieme alle loro reciproche interazioni, descrivibili analiticamente tramite modelli matematici. Quest'approccio si rende necessario perché non è possibile risolvere analiticamente tutti i componenti con le loro interazioni, ma è necessario affidarsi a simulazioni al calcolatore. Il comportamento dinamico di ciascun componente così come le interazioni possono essere descritte in maniera lineare oppure non lineare (vedi sistema dinamico). Tipici dei sistemi complessi sono i concetti di autorganizzazione e comportamento emergente. L'assunzione di sistema complesso abbraccia dunque la maggior parte dei sistemi fisici reali a molte componenti, rispetto ai sistemi ritenuti "semplici" propri invece della fisica classica (per quanto a essa possano ricondursi alcuni sistemi complessi).
Alcuni esempi di sistemi complessi sono:
- gli automi cellulari
- la crosta terrestre, quando ad esempio si considerano le interazioni che provocano i terremoti
- il sistema climatico
- gli ecosistemi (anche i più semplici)
- gli organismi viventi
- il sistema umano (che è composto da sottosistemi quali: sistema endocrino, sistema linfatico, sistema respiratorio, sistema limbico, sistema immunitario, sistema nervoso, mente, etc.)
- i sistemi sociali
- i sistemi economici

Maggiore è la quantità e la varietà delle relazioni fra gli elementi di un sistema, maggiore è la sua complessità; a condizione che le relazioni fra gli elementi siano di tipo non-lineare. Un'altra caratteristica di un sistema complesso è che può produrre un comportamento emergente, cioè un comportamento complesso non prevedibile e non desumibile dalla semplice sommatoria degli elementi che compongono il sistema. Un esempio è l'andamento dei mercati finanziari. Nonostante si possa prevedere e comprendere il comportamento dei singoli investitori della microeconomia, è impossibile prevedere, data la conoscenza dei singoli traders, l'andamento della macroeconomia; i recenti crolli dei mercati finanziari mondiali ne sono un esempio paradigmatico.
Il comportamento emergente dei mercati finanziari si esprime in altre forme oltre a crolli e bolle speculative. È indubbio che in tali scenari vi sia una spontanea sincronizzazione degli agenti affinché il mercato prenda una tendenza "organizzata", tale da apparire macroscopicamente prevedibile. Tuttavia, è altrettanto indubbio che c'è un comportamento emergente ad un livello inferiore rispetto alle fasi turbolente di mercato, vale a dire nel modo in cui l'informazione viene trasmessa tra gli agenti e attraverso il mercato in toto. Affinché un determinato andamento, quindi un crollo o una bolla speculativa, prenda vigore, è necessario che l'informazione che induce tale stato colpisca ciascun atomo del sistema, gli agenti, persuadendoli ad agire causando cumulativamente suddetto andamento. Quindi, il comportamento emergente esibito dal mercato in questo senso è sì il crollo, ma anche la trasmissione rapida, prevalentemente omogenea e adattiva dell'informazione attraverso la fitta rete di investitori che compongono il mercato. Un mercato non crolla se non vi è informazione trasmessa tra gli agenti, e non crolla se gli agenti non agiscono simultaneamente ed in modo sincronizzato. Il comportamento emergente esposto qui viene denominato anche entropia, ovvero una forza che spinge alla diffusione e omogeneizzazione dell'informazione. È un processo probabilistico, ovvero, come per la goccia d'inchiostro nel bicchiere d'acqua, è più probabile che un agente in possesso di informazione capace di indurre un movimento nel mercato la sfrutti scambiando, e che la trasmetta piuttosto che tenerla privata. Questo perché sarà motivato dal ritorno economico derivante da quella informazione. E così come il singolo, l'intera massa agirà da etere su cui l'informazione naviga. Il processo prevede come fase terminale, esattamente come l'equilibrio dell'inchiostro perfettamente mescolato, l'omogeneizzazione dell'informazione, ora disponibile a ogni agente e non più sfruttabile in modo redditizio, poiché già pienamente incorporata dal mercato. Questa, come si può notare, è l'efficienza di mercato, la cui validità è fecondata dall'entropia, ergo dalla complessità del sistema di mercato e le relative dinamiche.
Un sistema non-lineare è tanto più complesso quanto maggiori parametri sono necessari per la sua descrizione. Dunque la complessità di un sistema non è una sua proprietà intrinseca, ma si riferisce sempre ad una sua descrizione; e dipende, quindi, sia dal modello utilizzato nella descrizione sia dalle variabili prese in considerazione.
Il principale obiettivo della teoria della complessità è di comprendere il comportamento dei sistemi complessi, caratterizzati tanto da elementi numerosi – e diversi tra loro – quanto da connessioni numerose e non lineari. In particolare, uno dei centri di ricerca più importanti sulla teoria della complessità – il Santa Fe Institute, fondato nel 1984 – si è particolarmente dedicato allo studio dei sistemi complessi adattativi (CAS – Complex Adaptive Systems), cioè sistemi complessi in grado di adattarsi e cambiare in seguito all'esperienza, come ad esempio gli organismi viventi, caratterizzati dalla capacità di evoluzione: cellule, organismi, animali, uomini, organizzazioni, società, politiche, culture (Holland, 2002).
L'antropologo e psicologo britannico Gregory Bateson è uno degli autori di riferimento della teoria dei sistemi mentre il filosofo francese Edgar Morin è sicuramente l'esponente di maggior spicco della scienza della complessità. Uno dei referenti massimi in Italia della teoria della complessità è Mauro Ceruti che ha introdotto e tradotto numerosi testi sull'argomento.
Il connubio tra la teoria dei sistemi e quella della complessità ha dato vita alla teorizzazione dei sistemi dinamici complessi. Questo filone è stato applicato all'essere vivente, in generale, e più nello specifico all'uomo da noti studiosi come Ludwig von Bertalanffy, Humberto Maturana e Francisco Varela. Più recentemente The Boston Process of Change Study Group (che vanta tra i vari autori Daniel Stern e Louis Sander) ha applicato la teoria dei sistemi complessi anche alla psicoanalisi, sviluppando un filone di ricerca innovativo e interessante che trae le sue radici dallo studio dell'interazione madre-bambino. In Italia l'applicazione del modello dei sistemi dinamici complessi alla psicologia è all'avanguardia ed ha nel filosofo Tullio Tinti e negli psicoanalisti Michele Minolli e Marcello Florita i principali esponenti. All'interno della prospettiva psicoanalitica il sistema umano è considerato un "sistema complesso adattativo" (CAS) ed è definito "sistema Io-soggetto".

## Proprietà dei sistemi complessi

### Auto-organizzazione
I sistemi complessi adattivi (CAS in inglese) sono sistemi dinamici con capacità di auto-organizzazione composti da un numero elevato di parti interagenti in modo non lineare che danno luogo a comportamenti globali che non possono essere spiegati da una singola legge fisica. Alcuni esempi: comunità di persone interagenti, il traffico, il cervello umano. Il campo della scienza che si occupa di studiare e modellare questi sistemi è detto scienza della complessità.
Questa proprietà è sfruttata in varie applicazioni pratiche, come ad esempio le reti radio militari e i sistemi anti-intrusione delle reti informatiche.
("Prede o ragni. Uomini e organizzazioni nella ragnatela della complessità", De Toni e Comello (2005))

### Comportamento emergente
Dalla non-linearità di interazione tra le componenti di un sistema e la loro auto-organizzazione scaturisce l'attitudine di questo a esibire proprietà inspiegabili sulla base delle leggi che governano le singole componenti stesse:
Quantunque il comportamento emergente sia più facilmente riscontrabile in sistemi di organismi viventi o di individui sociali oppure ancora in sistemi economici ovvero in sistemi 'complicati' dai molteplici gradi di libertà, diversamente da una credenza oggi diffusa l'emergenza si manifesta anche in contesti molto più elementari, come ad esempio la fisica delle particelle e la fisica atomica; e anzi, proprio questo fatto ne attesta l'importanza sul piano epistemologico, nel senso che si può contestare risolutamente la visione riduzionista in base alla quale ogni conoscenza scientifica deve essere fatta risalire a quella delle leggi che governano le particelle elementari. Invece, al salire della scala geometrica (particelle, atomi, molecole, eccetera), emergono leggi nuove che, senza violarle, integrano e superano quelle dei livelli precedenti.
È importante sottolineare che la conditio sine qua non per l'emergenza è la non-linearità delle interazioni tra le componenti di un sistema e non già la numerosità di queste.. Per questo motivo nel sistema vivente umano la coscienza, il linguaggio o la capacità auto-riflessiva sono ritenute proprietà emergenti perché non spiegabili dalla semplice interazione tra neuroni.

### Biforcazioni e catastrofi
Nei sistemi complessi l'evoluzione si basa su dinamiche differenti rispetto a quelle della teoria darwiniana sulla selezione naturale. L'evoluzione complessa è caratterizzata da un cambiamento discontinuo e imprevisto, che si svolge secondo una dinamica detta biforcazione.
In questo tipo di evoluzione il cambiamento avviene in maniera improvvisa: il sistema raggiunge un punto critico in cui risulta del tutto instabile e il suo futuro è determinato dal caso.
La destabilizzazione del sistema può verificarsi a causa di due fattori: forti perturbazioni provenienti dall'esterno, o mutazioni interne al sistema stesso che avvengono in maniera più o meno graduale.
È impossibile prevedere l'esito di una biforcazione; il sistema può tanto stabilizzarsi e tornare allo stato di partenza, quanto assumere nuovi stati completamente diversi. La particolarità di questo tipo di dinamica evolutiva è che il risultato finale può non essere necessariamente un'ottimizzazione del sistema o un suo miglioramento, ma anche una sua regressione o nel peggiore dei casi la sua distruzione.

### Transizione al caos
Il comportamento caotico di sistemi anche apparentemente semplici e soggetti a leggi controllate e deterministiche, come ad esempio il problema dei tre corpi (nel quale Henri Poincaré alla fine dell'Ottocento rinvenne comportamenti caotici) o la mappa logistica di Robert May, è pure esso riconducibile alla non-linearità: i tre pianeti di Poincaré costituiscono un sistema nel quale gli elementi di ciascuna delle tre coppie di componenti si influenzano l'uno con l'altro, e la mappa logistica è in ultima analisi un modello semplificato del problema preda-predatore di cui sopra.
Nonostante i prodromi ottocenteschi, una vera e propria teoria del caos si è sviluppata solo a partire dagli anni '60 del Novecento, quando l'impiego dei computer consentì di compiere osservazioni controllate e allestire simulazioni numeriche.
Nella teoria del caos l'enfasi è posta sulla forte dipendenza del sistema dalle condizioni iniziali, nel senso che a variazioni infinitesime di queste possono aver luogo variazioni finite della traiettoria nello spazio delle fasi. Si parla allora di "caos deterministico", per sottolineare come l'evoluzione di un sistema possa farsi imprevedibile anche a partire da leggi di base ordinate o addirittura deterministiche.
I sistemi caotici sono considerati complessi, sebbene abbiano pochi gradi di libertà; più precisamente sotto opportune condizioni un sistema complesso può evolvere verso il caos ovvero avere una transizione al caos; la complessità è dunque legata al caos.
La sopravvivenza in ambienti così variabili viene ricercata nel raggiungimento del confine del caos, quella particolare area dove si massimizzano le possibilità di evoluzione. I sistemi complessi adattativi, cioè, si situano tra l'eccessivo ordine – una staticità che ricorda da vicino un meccanismo – e l'eccessivo disordine – un caos fuori controllo che può sconfinare nell'anarchia. Questo specifico stato assunto dai sistemi complessi è anche chiamato spazio delle possibilità, poiché è la situazione in cui essi possono scegliere tra più comportamenti e configurazioni alternative. È in questo particolare stato, infatti, che questi sistemi agiscono in maniera più complessa e creativa, operando eventuali evoluzioni sfruttando le proprie peculiari capacità di apprendimento e adattamento.

### Complessità nel vivente
Il comportamento emergente delle folle o dei consumatori o degli operatori in un mercato o degli organismi in un collettivo vivente è, ovviamente, il più intrigante da esaminare. Particolare attenzione ricevono tra gli studiosi i fenomeni di auto-organizzazione, altra manifestazione delle interazioni non-lineari tra le componenti di un sistema.
In questo campo, un ruolo primario viene giocato dai computer, come si può facilmente comprendere già contemplando il gioco della vita di John Conway, nel quale poche semplici regole fissate per pochi individui di base possono condurre a evoluzioni assai complesse. È questo il dominio dei cosiddetti automi cellulari e dei sistemi adattivi complessi o CAS (complex adaptive systems): ambienti artificiali attraverso i quali si simula e si studia il comportamento dei sistemi più complessi, come quelli viventi. All'interno di questo filone di ricerca si è mossa anche una parte della psicologia e della psicoanalisi che sta tentando di introdurre la teoria della complessità all'interno del paradigma teorico, attraverso l'introduzione dei concetti di auto-organizzazione, non linearità, eco-organizzazione (termine caro a Bateson e Morin) e comportamento emergente.
Secondo alcuni, si tratta di un filone di ricerca che potrebbe condurre anche a dare conto dell'evoluzione del mondo da materia fisica inerte a organismi viventi.

### Implicazioni filosofiche: pensiero complesso
L'etimologia del termine aiuta a comprendere il senso ultimo dell'"atteggiamento complesso", che ammonisce circa l'insufficienza del solo approccio analitico e invoca l'integrazione di questo con un approccio sistemico: un sistema complesso non può essere compreso mediante il solo esame delle sue componenti e, per analogia, le "cause ultime" di un problema complesso non sono banalmente quelle delle sue parti essenziali, perché esso non può essere risolto mediante semplice scomposizione ma richiede l'iterazione tra questa e una visione d'insieme.
È questo il punto di partenza della epistemologia della complessità sviluppata da Edgar Morin a partire dai primi anni settanta del Novecento.
Da Morin (che muove da una critica al riduzionismo e dal disvelamento dell'importanza del comportamento emergente) in poi, un pensiero complesso non può essere sviluppato prescindendo dal senso scientifico della complessità.